# Элафий
Элафий (лат. Aelafius) — римский политический деятель первой половины IV века.
О биографии Элафия сохранилось мало сведений. В 313—314 годах он занимал должность викария Африки. В это время Элафий получил приказ от императора Константина I Великого выдать проездные документы епископам из Триполитании, Бизацены, Нумидии и Мавретании для их участия в Арелатском соборе 314 года. Его преемником на посту Викария был, по всей видимости, Элий Паулин.